# Danilow-Friedhof
Der Danilow-Friedhof (russisch Даниловское кладбище) ist ein etwa 35 Hektar großer Friedhof im Süden Moskaus. Er befindet sich im Stadtteil Donskoi (Verwaltungsbezirk Süd), unweit des gleichnamigen Danilow-Klosters.

## Geschichte

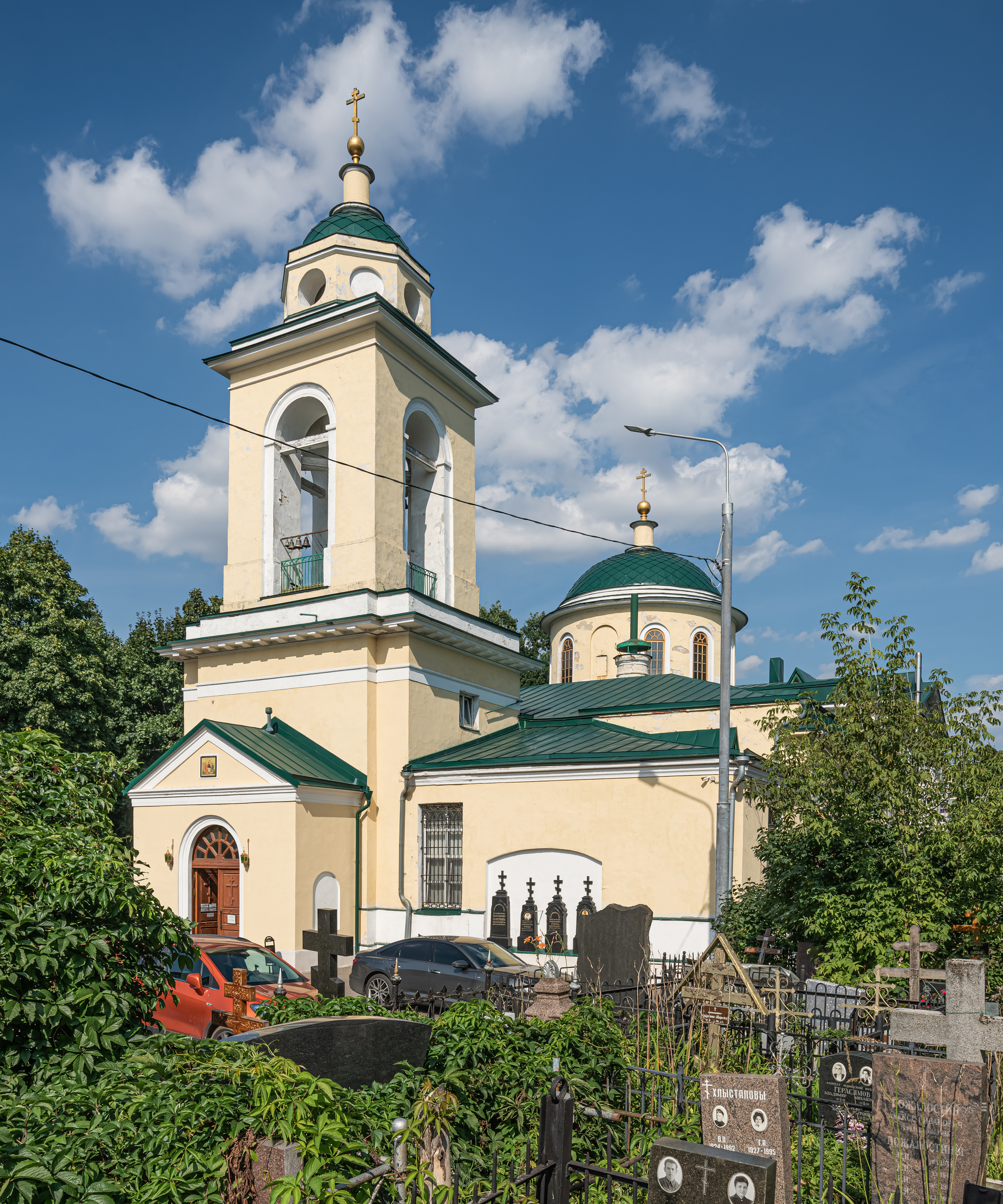
Heilig-Geist-Kirche

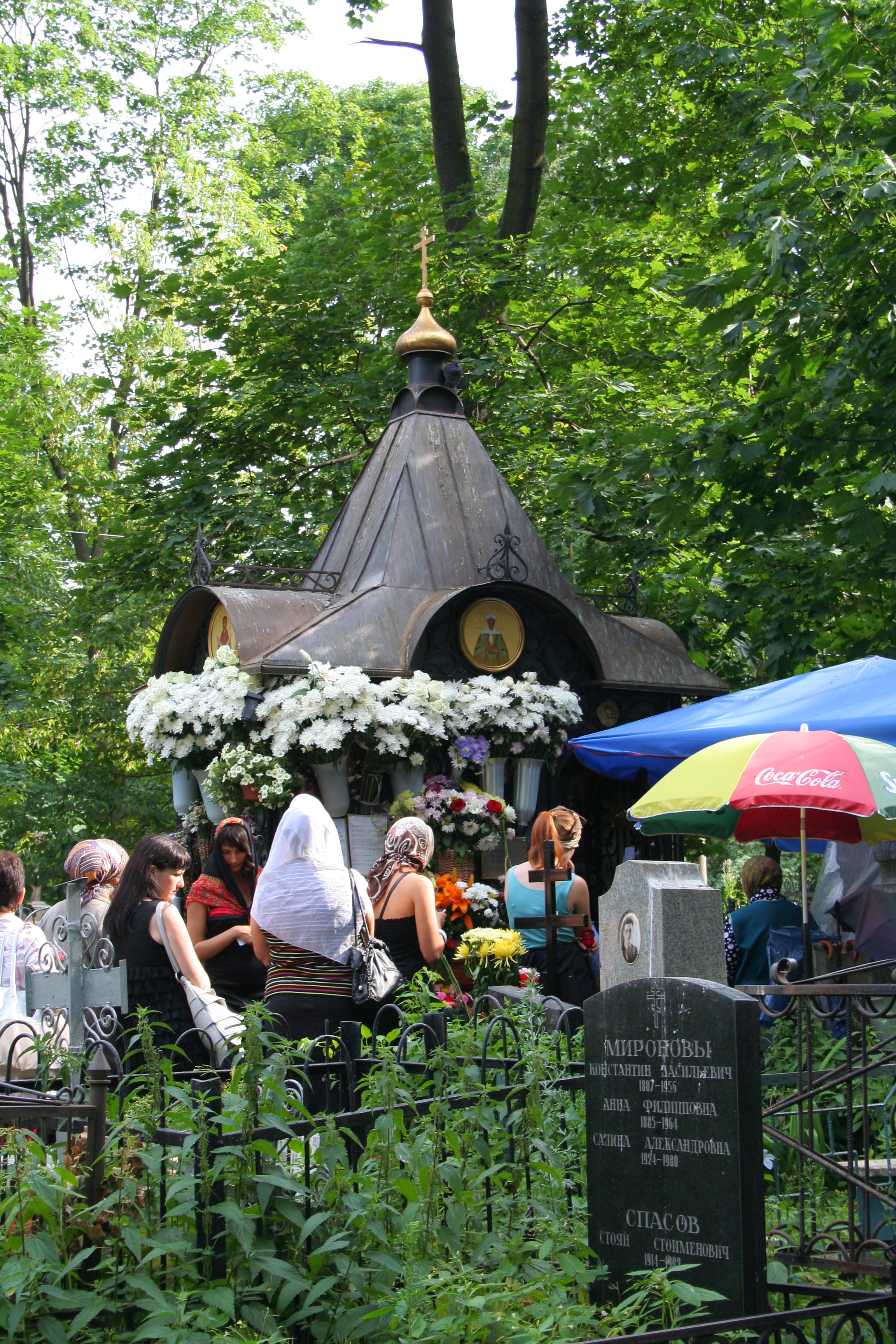
Grabkapelle der Hl. Matrjona

Der Danilow-Friedhof ist einer von mehreren Moskauer Großfriedhöfen, die im Jahre 1771, während der großen Pest-Epidemie, notgedrungen angelegt wurden, da auf den damals innerstädtischen Kirchhöfen aus hygienischen Gründen keine Pesttoten bestattet werden sollten und der Platz für insgesamt bis zu 200.000 Opfer der Seuche dort sowieso nicht ausgereicht hätte. Die damals neu angelegten Pestfriedhöfe – darunter beispielsweise der ebenfalls bis heute erhaltene Wagankowoer Friedhof – wurden allesamt vor den damaligen Stadtgrenzen gegründet. Als Standort für den Danilow-Friedhof (der, wie auch das gleichnamige Kloster, seinen Namen dem ehemals hier gelegenen Dorf Danilowo verdankt) wurde ein Acker hinter der „Serpuchower Zollgrenze“ (Серпуховская застава) gewählt, in der Nähe der Straße, die von Moskau in südliche Richtung über Serpuchow bis nach Tula führte.
Die Friedhofskirche, die vor allem für Totenmessen genutzt wird, entstand mit der Anlage des Friedhofs und war ursprünglich aus Holz erbaut worden. 1832 wurde sie abgetragen und an ihrer Stelle die heutige Heilig-Geist-Erscheinungskirche (Храм Сошествия Святого Духа) errichtet, ein relativ schlichtes orthodoxes Gotteshaus mit einem Empire-Glockenturm. Gestiftet wurde die neue Kirche vom Großkaufmann Semjon Lepjoschkin, was keineswegs zufällig war: Aufgrund seiner Lage relativ nahe am historischen Stadtviertel Samoskworetschje, das stark von Kaufleuten geprägt wurde, entwickelte sich auch der Danilow-Friedhof im Laufe des 19. Jahrhunderts zu einer traditionellen Begräbnisstätte des Moskauer Unternehmertums. Dies ist bis heute an zahlreichen alten Erbbegräbnissen von Kaufmannsfamilien in alten Teilen des Friedhofs zu sehen.
Während der Sowjetzeit wandelte sich der Danilow-Friedhof von der einstigen Begräbnisstätte von Kaufleuten zu einem gewöhnlichen städtischen Friedhof, auf dem besonders oft orthodoxe Geistliche ihre letzte Ruhe fanden. Außerdem wurde der Friedhof wesentlich erweitert, unter anderem durch einen muslimischen Abschnitt. Während des Zweiten Weltkriegs wurde auf dem Friedhof, bedingt durch dessen Lage auf einer Anhöhe, eine Flugabwehrbatterie stationiert. 1965 wurde im Eingangsbereich des Friedhofs ein Mahnmal für die hier in einem Sammelgrab bestatteten Toten des Zweiten Weltkriegs errichtet, an dem bis in die 1990er-Jahre hinein auch eine ewige Flamme brannte.

## Gräber prominenter Personen
Die meisten der alten Kaufmannsbegräbnisse des Danilow-Friedhofs sind rund um die Heilig-Geist-Kirche in der Nähe des Friedhofseingangs zu finden. Allerdings sind die meisten der besonders prunkvollen und geräumigen Grabstätten heute nicht mehr erhalten. Auch das einst wohl bekannteste Begräbnis auf dem Danilow-Friedhof – die Familiengrabstätte der Großkaufleute Tretjakow, in der auch die Kunstmäzen-Brüder Sergei und Pawel Tretjakow begraben wurden, letzterer vor allem als Gründer der Tretjakow-Galerie bekannt – wurde aufgelöst, nachdem die Tretjakow-Brüder im Jahre 1948 als besonders verdiente Bürger Moskaus auf den Nowodewitschi-Ehrenfriedhof umgebettet wurden, wo sie bis heute liegen.
Zu den weiteren bekannten Personen, die auf dem Danilow-Friedhof begraben liegen oder gelegen hatten, gehören der Geschichtsprofessor der Lomonossow-Universität Pjotr Nikolajewitsch Kudrjawzew (1816–1858), zugleich einer der Anführer der sogenannten Westler-Bewegung in Russland des 19. Jahrhunderts, darüber hinaus der Mineraloge Wladimir Wassiljewitsch Arschinow (1879–1955), der Fußballspieler Waleri Iwanowitsch Woronin (1939–1984) und der Sprachwissenschaftler Afanassi Matwejewitsch Selischtschew (1886–1942). Der wohl meistbesuchte Ort auf dem Danilow-Friedhof ist die ehemalige Ruhestätte der Heiligen Matrjona Dmitrijewna Nikonowa (1881–1952), die im Zuge ihrer Heiligsprechung in das Moskauer Pokrow-Nonnenkloster umgebettet wurde. Ungeachtet dessen zieht das frühere Grab bis heute zahlreiche Pilger an, da dem Sand an diesem Grab wunderheilende Wirkung zugesprochen wird.